# إرنست هارت (كاتب)
إرنست هارت (بالألمانية: Ernst Hardt) هو صحفي ومترجم وكاتب وشاعر ألماني، ولد في 9 مايو 1876 في غروجونتس في بولندا، وتوفي في 3 يناير 1947 في إشنهاوزن في ألمانيا.

## وصلات خارجية
- إرنست هارت على موقع IMDb (الإنجليزية)
- إرنست هارت على موقع مونزينجر (الألمانية)
- إرنست هارت على موقع قاعدة بيانات الفيلم (الإنجليزية)